# 加藤敬二 (俳優)
加藤 敬二（かとう けいじ、1962年3月7日 - ）は、日本のミュージカル俳優である。石川県金沢市出身。元劇団四季所属。

## 来歴・人物
父は「プリンス東陽」の芸名をもつ奇術師、母も兄も奇術師という家庭に育ち、9歳の時に両親の助手として初めて舞台に立つ。
16歳から金沢市内のダンススタジオでレッスンを始める。1981年上京、名倉加代子ダンススタジオに入所し、更にレッスンに励む。その後、男性ダンスチーム「ダンディーズ」のメンバーとなり、数多くの舞台を踏む。
松田聖子や小泉今日子などのコンサートや『NHK紅白歌合戦』などにもダンサーとして出演したことがある。
1984年、劇団四季の『キャッツ』オーディションに合格、同作のミストフェリーズ役でデビュー。同役は加藤にとって、ニューヨークのブロードウェイで『キャッツ』を観て以来、憧れの役であった。
その後、『ウエストサイド物語』、『コーラスライン』など数々の作品に出演。
1989年、自ら主演を果たした『ユタと不思議な仲間たち』では、振付を担当。以降、多くの作品で振付を担当する。
1998年、劇団四季代表の浅利慶太が演出を行った長野オリンピック開会式において、式典で演技を披露する子供達への振付を担当した。
『青い鳥（童話）』、『劇団四季 ソング&ダンス55ステップス』では振付の他、構成・演出も担当。
妻は元劇団四季の女優、山崎佳美。
2018年9月5日、週刊文春（文春オンライン）は劇団四季で『キャッツ』に出演する俳優が、同劇団のスーパーバイザーを務める加藤敬二氏からパワーハラスメント（過剰までな指導）を受け自殺を図っていたことを報じた。劇団側は同日、報道に対する声明を発表し、また社外監査役を委員長とする調査委員会を設置し、問題の実態や経緯を調査していることも発表した。
2019年10月2日、2018年をもって劇団四季を退団していたことを発表した。

## 出演作品
- クレイジー・フォー・ユー（ボビー・チャイルド）
- コーラスライン（ザック、マイク、ボビー、リチー）
- キャッツ（ミストフェリーズ、マキャヴィティ）
- ソング&ダンス（男性ダンサー）
- 解ってたまるか!（村木明男(ライフル男））
- 人間になりたがった猫（ライオネル）
- ユタと不思議な仲間たち（ユタ）
- 九郎衛門（太郎坊）
- コンタクト（Contact）（マイケル・ワイリー）
- はだかの王様（ペテン師スリッパ）
- エクウス（アラン・ストラング）
- ウエストサイド物語（シャーク団ベルナルド）
- イリヤ・ダーリン-日曜はダメよ!（ホーマー）
- オンディーヌ（漁師、騎士たち）
- 雪ん子（はやてのげん、人さらい）
- 嵐の中の子どもたち（ボブ）
- アンデルセン（ニールス）
- 劇団四季ソング＆ダンス35ステップス
- オーヴァー・ザ・センチュリー（男性ダンサー）
- ラン・トゥ・ザ・フューチャー（男性ダンサー）
- 劇団四季 ソング&ダンス55ステップス
- 思い出を売る男（広告屋）
- ブレイキング・ザ・コード（ディルウィン・ノックス）[2]

## 振付を担当した作品
- キャッツ（1998年以降のリニューアル版）
- 夢から醒めた夢
- エビータ
- アスペクツ オブ ラブ
- 美女と野獣（振付協力）
- ミュージカル李香蘭（振付協力）
- ミュージカル異国の丘
- ミュージカル南十字星
- ソング&ダンス（全シリーズ）
- ユタとふしぎな仲間たち[3]
- 魔法をすてたマジョリン
- エルコスの祈り
- 九郎衛門
- ジョン万次郎の夢
- 歌は友だち
- 雪ん子
- 青い鳥（童話）※旧・ドリーミング
- ソング&バレエ
- ふたりのロッテ
- 王子とこじき

## テレビ出演
- 女子アナの罰

## 過去の受賞歴と作品
- 第1回読売演劇大賞最優秀男優賞（『クレイジー・フォー・ユー』）
- 第44回芸術選奨新人賞（大衆芸能部門）（『クレイジー・フォー・ユー』）
- 第22回松尾芸能賞優秀賞（演劇）（『ふたりのロッテ』、『夢から醒めた夢』）